# تامالت
تامالت أو تامال أو تمال هو أحد قصور بلدية تامست الواقعة ضمن دائرة فنوغيل بولاية أدرار الجزائرية.

## أصل التسمية
- تمال هي في الطارقية بمعنى المدح.[1]

## الموقع
يحد قصر تامالت من الشمال قصر عنطر، من الغرب و الشرق الحمادة ومن الجنوب قصر لحمر.

## الفلاحة
يعمل أغلب سكان قصر تامالت في الفلاحة التي يغلب عليها غرس النخيل ويستعمل السكان تقنية الفقارة لتوفير المياه للسقي، نجد بتامالت ثلاث فقارات هي:

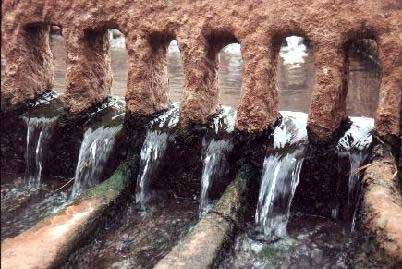
قصري لتقسيم ماء الفقارة

| إسم الفقارة  | عدد الآبار |
| ------------ | ---------- |
| علي بن مسعود | 250        |
| موحابدالله   | 130        |
| تاغجمت       | 200        |